# Raymond Haroutioun Kévorkian

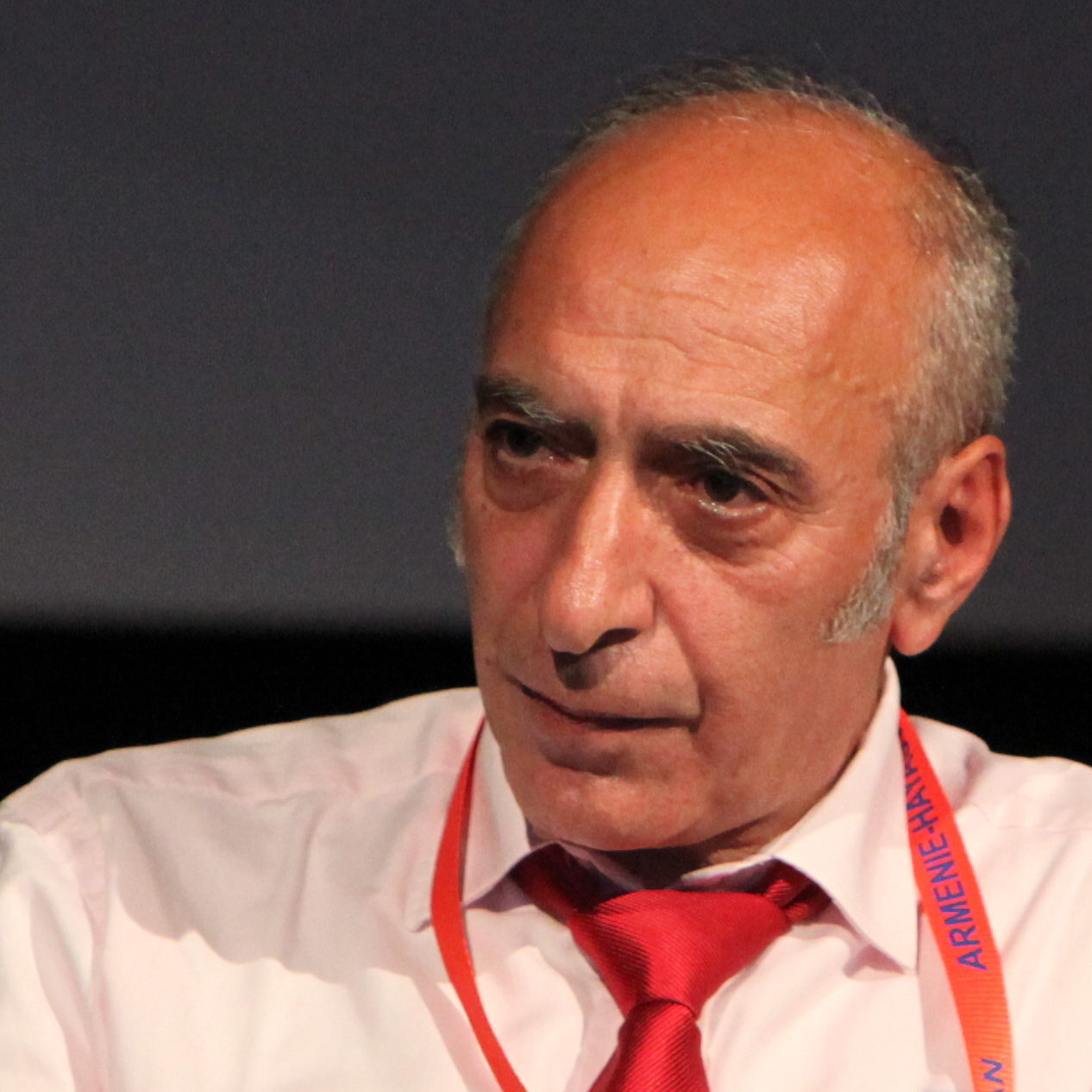
Raymond Haroutioun Kévorkian, 2011

Raymond Haroutioun Kévorkian (armenisch Ռեյմոնդ Հարություն Գևորգյան; * 22. Februar 1953) ist ein französischer Historiker armenischer Herkunft (aus der Türkei).

## Leben
Raymond Kévorkian schloss 1980 die Universität Paris VIII Vincennes - Saint-Denis ab, wo er heute lehrt und als Forschungsdirektor am Institut Français de Géopolitique arbeitet. Kévorkian ist der Direktor der Nubarian library in Paris. Zudem ist er Herausgeber der Zeitschrift Revue d'Histoire Arménienne contemporaine.
Kévorkian ist der Autor des Buches The Armenian Genocide. A Complete History, einer eingehenden Darstellung der Ursprünge, Ereignisse und Folgen des Völkermords an den Armeniern. Ursprünglich 2006 auf Französisch und danach auf Englisch veröffentlicht, stellt dieses Buch den Völkermord in Einzelheiten dar und bietet eine Analyse der Ereignisse und ihrer Auswirkung auf die armenische Gemeinschaft. Der Verlag I. B. Tauris bezeichnet dieses Buch als eine „unentbehrliche Quelle für Historiker der Periode, sowie für diejenigen, die den Genozid besser verstehen wollen“.
2010 erhielt Kévorkian die Auszeichnung des armenischen Staatspräsidenten Sersch Sargsjan in Anerkennung seiner wichtigen Beiträge als Gelehrter und Forscher. Er ist Mitglied der Société de Géographie und Direktoriumsmitglied der International Association for Armenian Studies. Er ist ausländisches Mitglied der Armenischen Nationalakademie der Wissenschaften.

## Schriften
- mit Jean-Pierre Mahé: Le livre arménien à travers les âges, 1985.
- Les Arméniens dans l’Empire ottoman à la veille du génocide, avec Paul B. Paboudjian, Paris: Arhis. 1992.
- Arménie entre Orient et Occident: trois mille ans de civilisation, Bibliothèque Nationale de France. 1996.
- mit Bernard Outtier: Manuscrits arméniens de la Bibliothèque nationale de France. Catalogue, Bibliothèque Nationale de France. 1998.
- Parler les camps, Penser les génocides, Albin Michel. 1999.
- Ani, capitale de l’Arménie en l’an 1000, Paris-Musées. 2001.
- Le Génocide des Arméniens, Odile Jacob. 2006.
- The Armenian Genocide. A Complete History, London: I. B. Tauris. 2011, ISBN 978-184885-561-8.
- 1915 Öncesinde Osmanlı İmparatorluğu’nda Ermeniler, Istanbul: Aras. 2012.